# Jan Diviš
Armádní generál III. třídy v. v. Jan Diviš, křtěný Jan Josef (24. října 1862 Pardubice – 8. srpna 1934 Praha) byl český voják, polní podmaršálek rakousko-uherské císařské armády během první světové války, člen odbojové organizace Maffie a posléze pak generál nově vytvořené Československé armády. Po vzniku Československa působil po dva roky jako její vůbec první velitel a stal se také prvním československým aktivně sloužícím armádním generálem III. třídy.

## Život

### Mládí
Narodil se v Pardubicích do české rodiny, vychodil obecnou školu a poté reálné gymnázium v Jičíně a Pardubicích. Rozhodl se pro vojenskou dráhu a roku 1879 byl přijat na Technickou vojenskou akademii ve Vídni, kterou zakončil jako poručík.
Nejprve sloužil v důstojnické hodnosti poručíka ženijního pluku v Olomoucké pevnosti, po jejím zrušení byl převelen do Přemyšle v Haliči, kde se podílel na dostavbě zdejší pevnosti u hranic s Ruským impériem. Dále postupoval na velitelství ženijních jednotek v Brixenu a poté na několika různých místech Rakouska-Uherska působil jako štábový důstojník či vojenský školitel. Od roku 1902 mu bylo svěřeno velení samostatných jednotek, praporů a pluků. V dubnu nastoupil na velitelství 15. pěšího pluku v Sarajevu na území Bosny a Hercegoviny, kterou Rakousko-Uhersko roku 1878 anektovalo.

### První světová válka
V Sarajevu byl Diviš přítomen i 28. června 1914 při atentátu na rakouského následníka trůnu Františka Ferdinanda, 28. července 1914 pak Rakousko-Uhersko vyhlásilo válku Srbsku. Diviš byl jmenován vojenským velitelem Sarajeva s působností na celé bosenské území, v listopadu téhož roku byl povýšen do hodnosti polního podmaršálka. Roku 1916 však tuto pozici opustil a z armády předčasně odešel. Na vině mohly být čistě osobní spory s nadřízenými veliteli či konflikt na základně národnostních sporů v armádě.
Po návratu do Čech se začal angažovat ve spolupráci s exilovou skupinou Tomáše Garrigue Masaryka, Edvarda Beneše a Milana Rastislava Štefánika zasazujících se o vznik samostatného Československa, sdružené do tajné organizace Maffie.

### Po vzniku Československa

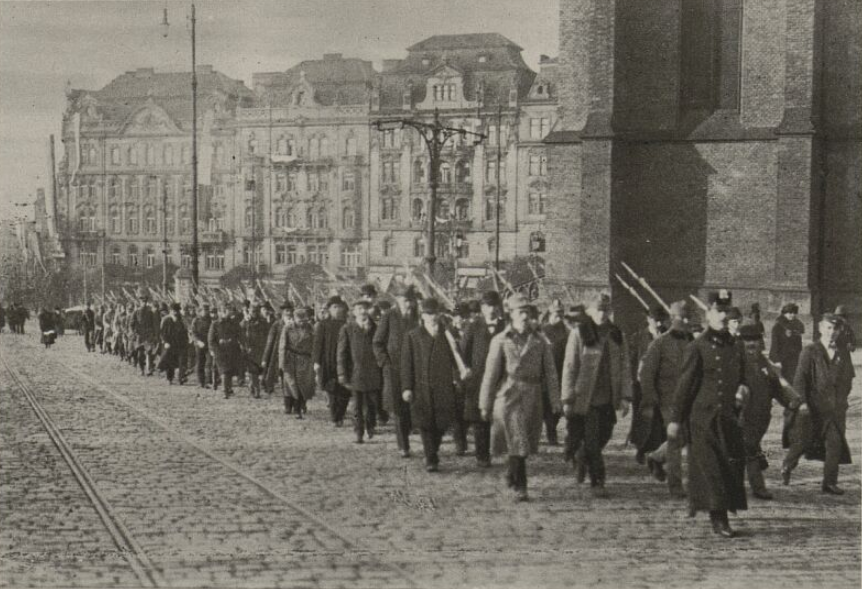
Československé milice na Purkyňově nám. (Náměstí Míru), krátce po 28. říjnu 1918

Po vyhlášení samostatného Československa 28. října 1918 byl Diviš jakožto zkušený vojenský velitel a sympatizant české národní myšlenky pověřen členem Národního výboru Josefem Scheinerem vrchním velením nově vytvořené Československé armády. Již 30. října 1918 ji tvořilo 70 bojeschopných a vojensky vycvičených členů, jejichž jádro tvořili někdejší čeští námořníci rakousko-uherského loďstva pod velením Josefa Jiřího Kubáta. Setnina měla vojenské ležení v parku na Slovanském ostrově u Vltavy, časem získala též dostatek zbraní a v prvních dnech převratu obsadila klíčová místa v Praze a také preventivně oblehla uherské pluky pod velením generála Kestřánka, vojenského velitele Prahy, v Karlínských kasárnách. V následujícím čase byla pověřena náborem nových členů s ambicí dosáhnout počtu přes 100 000 vojáků. V prosinci 1918 obdržel Diviš jmenování velitelem Zemského vojenského velitelství v Čechách.
Již v listopadu 1918 byly československé vojenské sbory Divišem vyslány k boji v Československo-maďarské válce proti Maďarské republice rad na jižní slovenské hranici, trvající až do roku 1919, armáda prováděla též akce v sudetských oblastech Sudet, kde na krátkou dobu vznikly čtyři nezávislé republiky usilující o připojení k Německu a Rakousku. Diviš se podílel na strukturálním zřízení armády a stabilizaci celé složky. Jako vrchní armádní velitel sloužil do roku 1920, poté působil na československém Ministerstvu národní obrany. Později byl jmenován armádním generálem III. třídy.
Z armády pak odešel na vlastní žádost roku 1924 do penze.

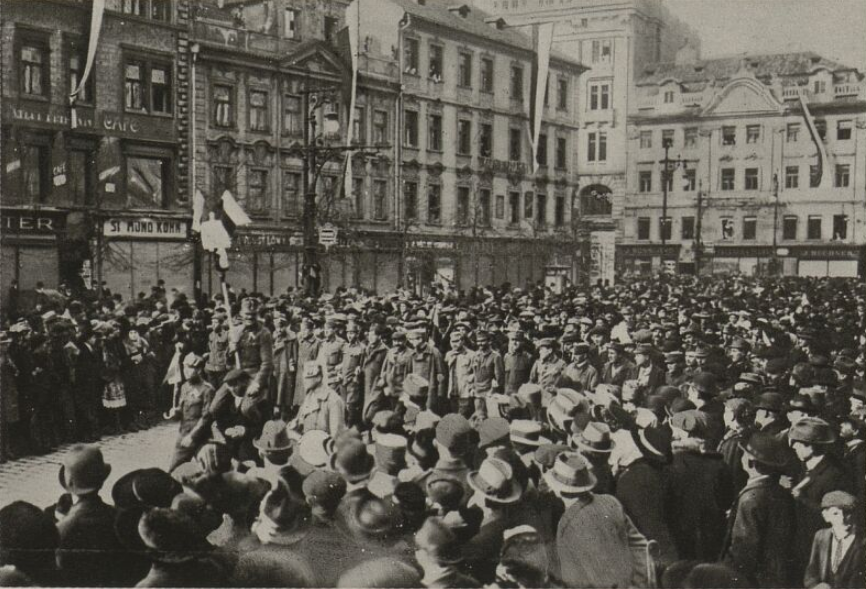
Československé milice na Václavském náměstí, krátce po 28. říjnu 1918

### Úmrtí
Jan Diviš zemřel 8. srpna 1934 v Praze ve věku 71 let. Pohřben byl dle svého přání na městském hřbitově v Jičíně, bez vojenských poct a v generálské uniformě.

## Vyznamenání
- Řád železné koruny III. třídy
- Válečný kříž 1918 1919
- Řád svatého Sávy II. třídy 1921